# Maximilian von Cossel

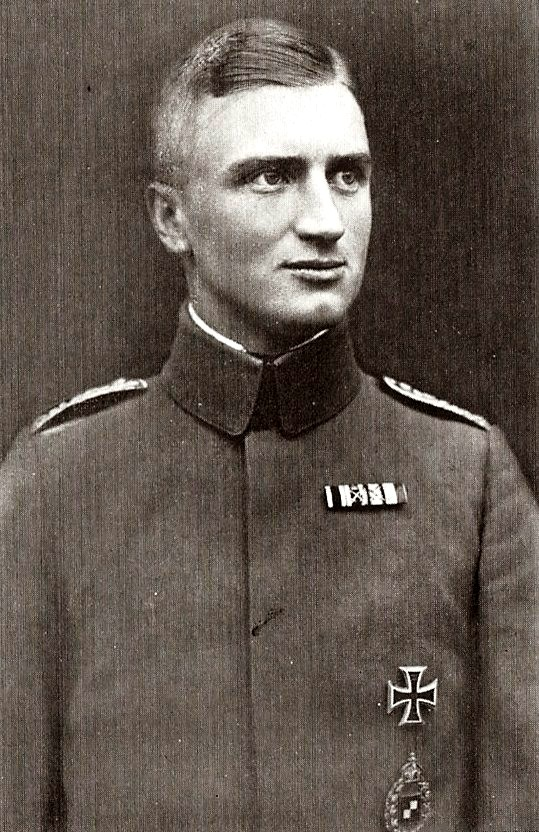
Maximilian von Cossel, Oberleutnant der Luftstreitkräfte, Oktober 1916

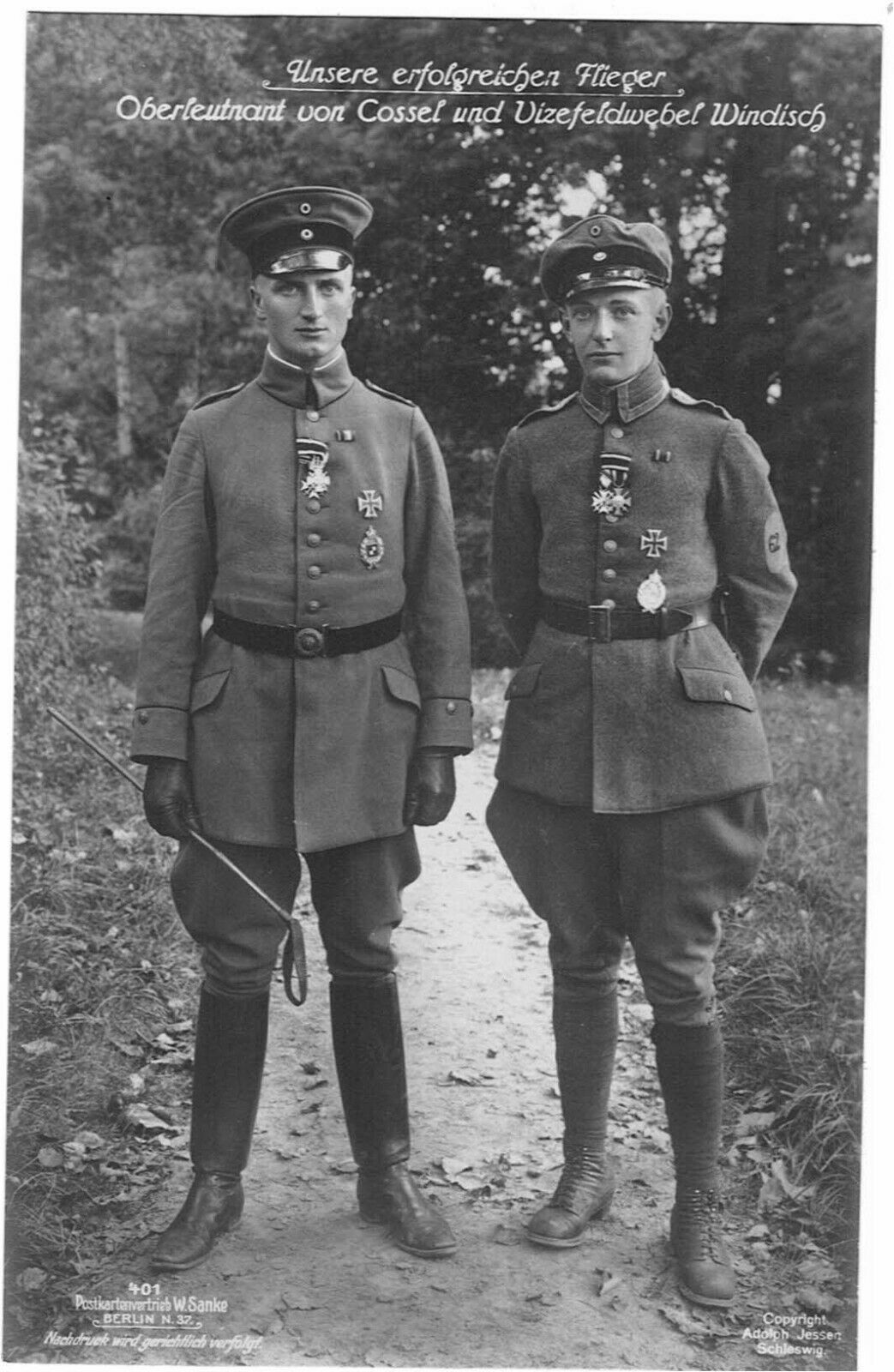
Maximilian von Cossel (links) und Rudolf Windisch (rechts)

Maximilian Hermann Richard Paschen von Cossel (* 7. Januar 1893 in Jüterbog-Damm; † 11. Mai 1967 in Lüneburg) war ein deutscher Beobachtungsflieger im Ersten Weltkrieg und führte mit Rudolf Windisch als Pilot das erste bekannte Luftlande-Kommandounternehmen der Militärgeschichte aus.

## Leben und Kriegsdienst
Er entstammte dem mecklenburgischen Adelsgeschlecht von Cossel und war der Sohn des königlich-preußischen Geheimen Regierungsrats Otto von Cossel (1845–1915) aus dem Hause Jersbek und dessen Ehefrau Sophie, geborene Gräfin von Zeppelin-Aschhausen (1856–1945). Cossel wurde 1893 in Jüterbog geboren, wo sein Vater seinerzeit Landrat war. Sein älterer Bruder war der Genealoge Otto von Cossel (1883–1967).
Cossel besuchte die Königliche Landesschule Pforta und kam als 18-Jähriger am 19. September 1911 zum Feldartillerie-Regiment „General-Feldzeugmeister“ (2. Brandenburgisches) Nr. 18 der Preußischen Armee in Frankfurt an der Oder. Hier wurde er am 27. Januar 1912 zum Gefreiten befördert, am 13. März 1912 zum Unteroffizier, am 22. Mai 1912 zum Fähnrich und am 18. Februar 1913 zum Leutnant der Fliegertruppe. Mit Ausbruch des Ersten Weltkrieges wurde er am 29. September 1914 zur Feldflieger-Abteilung 7 zur Schulung als Beobachter abkommandiert. Dort wurde er am 11. Januar 1915 verwundet. Am 23. März 1915 erhielt er das Beobachter-Abzeichen. Nach seiner Genesung kam er am 1. April 1915 wieder zurück zur FFA 7.
Am 4. August 1915 kam Cossel als ausgebildeter Beobachtungsflieger an die Ostfront zur Feldflieger-Abteilung 62 und wurde somit Kriegskamerad von Gustav Kastner-Kirdorf. Am 27. Januar 1916 wurde ihm das Eiserne Kreuz I. Klasse verliehen. Zuvor hatte er am 20. September 1914 das Eiserne Kreuz II. Klasse erhalten. Am 20. März 1916 erhielten er und sein Pilot Vizefeldwebel Müller vom Kommandierenden General des IX. Reserve-Korps, General der Infanterie Max von Boehn, für ihre hervorragende Aufklärungsarbeit im Sektor um Artois eine besondere Belobigung. Am 12. April 1916 wurde ihm das Lübecker Hanseatenkreuz verliehen und am 9. Mai 1916 gab es für Cossel und seinen Piloten Müller wieder eine besondere Belobigung für fast 80 erfolgreiche Frontflüge. Am 25. August 1916 konnten Cossel und sein neuer Flugzeugführer, der damalige königlich sächsische Vizefeldwebel Rudolf Windisch, einen russischen Fesselballon in Brand schießen.

## Erstes Luftlande-Kommando-Unternehmen der Militärgeschichte

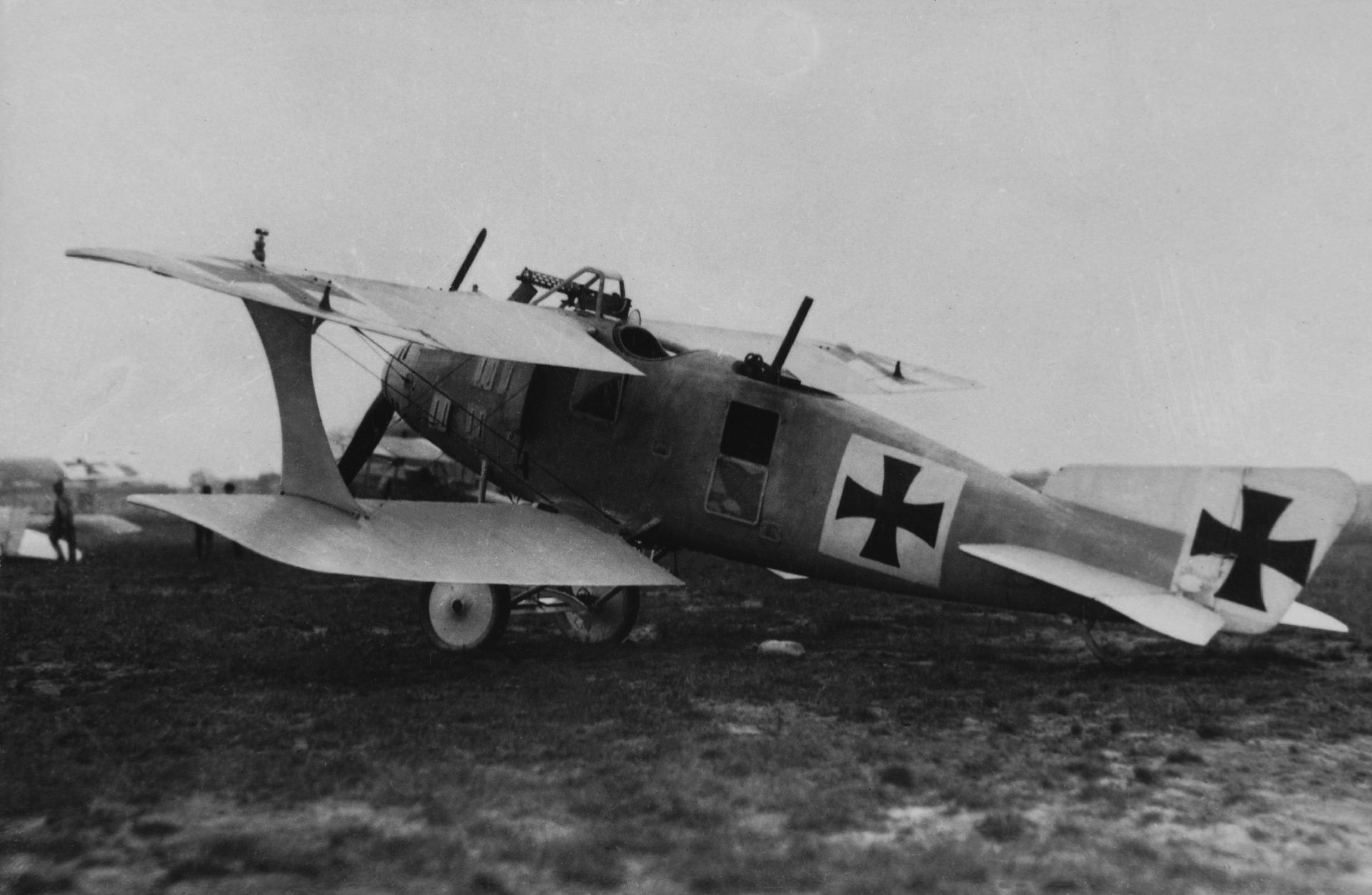
LFG Roland CII Walfisch

Artilleriefeuer am 30. September 1916 kündigte eine russische Offensive an. Um diese zu stören, sollte die Nachschublinie beiderseits derBahnlinie Rowno–Brody durch Spengung sabotiert werden. Den Auftrag erhielt die FFA62. Am 2. Oktober um 4:40 Uhr früh starteten Vizefeldwebel Windisch und Oberleutnant von Cosel zum 120 km entfernten Landeplatz mit einem Doppeldecker LFG Roland CII Walfisch. Nach der Landung vergrub Cosel Teile seiner Uniform und tarnte sich so, dass man ihn optisch für einen russischen Bauern hätte halten können. In seinem großen Rucksack hatte er Lebensmittel für zwei Tage, sechs Sprengpatronen und weitere Sprengkörper, zwei Kabelrollen und 200 Meter Zündkabel, eine Glühzündmaschine, einen Klappspaten, Landezeichen aus Tuch, eine Pistole, ein Messer, ein Zeissglas, Kompass und eine Karte. Die 45 Kilogramm schwere Ausrüstung musste er etwa 10 km zur Sprengstelle tragen. Noch im Tageslicht marschierte Cosel über die freien Felder Richtung Bahn, vorbei an viehhütenden Kindern und erntenden Bauern. Nach Einbruch der Dunkelheit schlich er sich an die Bahngleise und befestigte die Sprengpatronen. Danach verlegte er 200 Meter Zündkabel, welches er mit Erde tarnte. Am anderen Ende grub er sich eine getarnte Stellung. Um 23:30 Uhr erfolgte die Sprengung und eine Lokomotive mit 10 Waggons blieb über der Sprengstelle liegen. Um 5 Uhr erreicht er die Landestelle und legt das verabredete Landekreuz aus. Aufgrund von eintretendem Regen und Sturmwind fürchtete Cosel, dass Windisch ihn nicht abholen könnte. Als es hell wurde erschien Windisch, trotz schlechtem Wetter und den damit verbundenen Risiken, in niedriger Höhe unter den Wolken fliegend. Vizefeldwebel Windisch berichtete, dass er beim Anflug gegen 6 Uhr drei Züge sah die nahe der Sprengstelle festlagen und ihre Fahrt zur Front nicht fortsetzen konnten. Die deutsche Seite behauptete, dass die Sprengung zur Entgleisung der Lokomotive mit zehn Waggons, die mit wichtigen Kriegsgütermaterial beladen waren, geführt hätte. Die russische Seite berichtete, dass die Gleise jedoch nur leicht beschädigt und ein gerade passierender Zug konnte seine Fahrt ungehindert fortsetzen. Wahrscheinlich konnte kein Zug zum Entgleisen gebracht werden, aber angesicht des beschädigten Gleises und der wartenden Züge kann auf eine mehrstündige Blockade des Verkehrs auf dieser Strecke geschlossen werden.
Im Heeresbericht vom 4. Oktober 1916 wurde das Kommando-Unternehmen anerkennend erwähnt: „Östlicher Kriegsschauplatz: …Oberleutnant v. Cossel, von Vizefeldwebel Windisch südwestlich von Rowno vom Flugzeug (Roland C.II) abgesetzt und nach 24 Stunden wieder abgeholt, hat an mehreren Stellen die Bahnstrecke Rowno–Brody durch Sprengung unterbrochen […] Der Erste Generalquartiermeister Erich Ludendorff“.
Für seine Leistung wurde Cossel am 5. Oktober 1916 das fürstlich waldeck'sche Verdienstkreuz III. Klasse mit Schwertern ausgezeichnet. Am 5. Oktober 1916 wurde ihm und Windisch vom Kaiser Wilhelm II. persönlich das Ritterkreuz des Königlichen Hausordens von Hohenzollern mit Schwertern verliehen. Später waren etliche Postkarten mit unterschiedlichen Fotos von ihm in Umlauf. Am 16. November 1916 wurde Cossel mit dem österreichischen Militärverdienstkreuz III. Klasse mit Kriegsdekoration ausgezeichnet.
Als geistige Väter der Sprengung wichtiger feindlicher Eisenbahnlinien mittels Luftlande-Kommando-Unternehmen galten bisher die Generäle Paul von Hindenburg und Erich von Falkenhayn. Die Idee existierte aber bereits in der Vorkriegszeit. Bei der Einweihung des Flugstützpunktes Bautzen in Sachsen fanden Flugwettbewerbe statt. Wie der „Sächsische Erzähler“ berichtete gab es am 17. September 1913 dort einen Eisenbahn Zerstörungswettbewerb. Die Flieger mussten aus 300 Meter Höhe an einer markierten Schienenanlage landen, Kanonenschläge zünden, danach das Flugzeug wieder besteigen und ohne fremde Hilfe starten.

### Weitere deutsche Luftlande-Kommando-Unternehmen
Obwohl die Sprengung der Bahnlinie Rowno–Brody mehr einen propagandistischen Effekt hatte, so war diese Operation eine militärische Pionierleistung und vor allem zukunftsweisend. Deshalb folgten ähnliche Unternehmungen von deutschen Heeres und Marinefliegern an der russischen, rumänischen Front, auf der Sinai Halbinsel und an der Westfront. Eine der erstaunlichsten Luftlandeoperation wurde von Marineflugzeugen während der Operation Albion am 15. Oktober 1917 durchgeführt. Ein Offizier und 16 Mann saßen auf den Schwimmern von Wasserflugzeugen und besetzen die Inseln Runö (heute Ruhnu) und Abro (heute Abruka) im rigaischen Meerbusen.

## Weitere Ballonabschüsse und Kriegsende
Am 17. November 1916 wurde Cossel zum Führer der Kampfstaffel 12 des Kampfgeschwaders 2 ernannt. Am 24. Dezember 1916 erhielt er das österreichische Feldpilotenabzeichen. Am 23., 24. und 29. Januar 1917 unternahm er erfolglose Angriffe auf Fesselballone im Raum Nancy. Am 5. Juni 1917 wurde er zum Führer der Kampfstaffel 8/Kampfgeschwader der Obersten Heeresleitung (Kagohl) 2 ernannt. Am 25. Juni 1917 konnte von Cossel, mit Vizefeldwebel Grabow als Pilot, zwei Fesselballone abschießen. Diese waren sein 2. und 3. Fesselballon-Abschuss. Damit war er der führende Zweisitzer-Flieger mit Ballonabschüssen.
Am 28. Juni 1917 wurde Cossel bei einem Luftkampf über Pontavert abgeschossen und geriet in französische Kriegsgefangenschaft, aus der er erst ein gutes Jahr nach Kriegsende am 8. Februar 1920 entlassen wurde. Vier Tage später wurde er von der „Vorläufigen Reichswehr“ beurlaubt, erhielt aber noch am 31. März 1920 das Verwundetenabzeichen in Schwarz für seine fünf Jahre zuvor erlittene Verwundung am 11. Januar 1915 verliehen. Der 9. April 1920 gilt als der Tag seiner Verabschiedung.
Cossel heiratete in erster Ehe standesamtlich in Nowawes (Landkreis Teltow), kirchlich in Neubabelsberg am 22. März 1922 Dora Mylius (* 30. September 1893 in Berlin-Friedenau; † 16. Juli 1941 in Berlin), geschiedene Kropp. Diese Ehe wurde am 30. November 1930 in Hamm für nichtig erklärt. In zweiter Ehe heiratete er standesamtlich am 17. Juni 1944 in Paris, kirchlich am 2. September 1944 in Zehden an der Oder die Sekretärin Charlotte Kuhn (* 18. August 1919 in Rabaul, Neuguinea; † 27. Oktober 2004 in Staufen im Breisgau), die Tochter des Bremer Kaufmannes Kurt Kuhn und der Margarete Kießling. Aus zweiter Ehe stammen eine Tochter und drei Söhne.
Zum 1. Oktober 1931 trat er der NSDAP bei (Mitgliedsnummer 637.372).
Cossel verlebte seinen Ruhestand als Oberst a. D. der Luftwaffe des Zweiten Weltkrieges und lebte in den 1950er Jahren in Lüneburg.

## Auszeichnungen
- Beobachter-Abzeichen
- Eisernes Kreuz II. und I. Klasse
- Ritterkreuz des Königlichen Hausordens von Hohenzollern mit Schwertern
- Waldeck'sche Verdienstkreuz III. Klasse mit Schwertern
- Lübecker Hanseatenkreuz
- Österreichischen Militärverdienstkreuz III. Klasse mit Kriegsdekoration
- Verwundetenabzeichen in Schwarz
- Ehrenkreuz des Weltkrieges